# Либаков, Михаил Вадимович
Михаил Вадимович Либаков (11 сентября 1889 — 25 марта 1953) — российский, советский сценограф
, иллюстратор, актёр 1-й студии Художественного театра.

## Биография
Михаил (Моисей) Либаков родился в семье купца 1-й гильдии Мордуха Лейбова Либакова и был самым младшим ребёнком в семье, где росли пять сыновей. Четверо из пяти братьев Либаковых приняли христианство (трое из них перешли в православие, а один принял евангелическо-лютеранскую религию). Михаил Либаков принял крещение по православному обряду 31 июля 1911 года, в 22-летнем возрасте.
В 1900-х годах учился изобразительному искусству в художественной школе витебского живописца Юделя Пэна, где входил в круг молодых витебских художников — Марка Шагала, Осипа Цадкина, Ильи (Рувима) Мазеля. Илья Мазель позднее вспоминал о совместной учёбе с Михаилом Либаковым: «Мы часто бродили с альбомами по улицам города и рисовали убогие еврейские лачуги, а когда к Пэну поступил Шагал, то мы втроем занимались зарисовками витебских улиц».
В начале 1910-х годов Михаил Либаков переехал в Москву. С 1913 по 1929 год работал художником-декоратором и актёром в 1-й студии Художественного театра (МХАТ 2-й). Как актёр ни в студийных спектаклях, ни в позднейших работах МХАТ 2-го не выделялся, хотя участвовал во многих спектаклях. Гораздо более существенной была работа Либакова как театрального художника.

«Оформлением спектакля по Диккенсу „Сверчок на печи“ (1913—1914) Либаков заслужил уважение и симпатию Константина Станиславского, Леопольда Сулержицкого и Александра Бенуа. Особую известность ему принесла работа над спектаклями „Гамлет“ (1924) и „Петербург“ (1925) по роману Андрея Белого».— Людмила Хмельницкая. Витебское окружение Марка Шагала (Виктор Меклер, Тея Брахман, Оскар Мещанинов, Осип Цадкин, Михаил Либаков, Рувим Мазель).
Михаил Либаков отметился также работой в книжной графике: в 1918 году он самостоятельно оформил книгу Николая Эфроса «„Сверчок на печи.  Инсценированный рассказа Ч. Диккенса“. Студия Московского Художественного театра». Сотрудничал с книжным издательством «Пучина», а в 1925 году участвовал в совместной работе с Сергеем Чехониным над изданием «Московский Художественный театр второй».
Творческая многогранность и мастеровитость Либакова органично соответствовала духу разносторонней самодостаточности 1-й студии Художественного театра:

«Навык все сделать своими руками нарабатывался в Первой студии. Своими были художники, как М. В. Либаков; авторы музыки, как Н. Н. Рахманов; создатели вещественного мира (М. Чехов вместе с Сулержицким обставлял жилье Калеба в „Сверчке“). Сами обеспечивали литературную основу: Б. М. Сушкевич инсценировал Диккенса...».— Инна Соловьева. «Король квадратной республики» // МХАТ Второй....
Когда после сезона 1928/29 г. Либаков готовился к уходу из 2-го МХАТа, Михаил Чехов горячо поддерживал намерения «выписать» художника за рубеж, но Либаков из СССР не выехал. В первой половине 1930-х принимал участие в постановках Московского театра оперетты и Малого театра. В последующие годы работал как театральный художник в Ялте, Одессе, Херсоне, Киеве.
В 1920 году Михал Либаков принял участие в создании Ильей Мазелем и Александром Владычуком ашхабадской художественной студии, получившей название «Ударная школа искусств Востока» (УШИВ).
Умер в Ленинградском доме ветеранов сцены, где поселился с января 1952 года вместе с женой, актрисой театра и кино Валентиной Ефимовной Куинджи (01.08.1893 — 06.06.1969).
Похоронен на Северном кладбище (Санкт-Петербург).

## Сценография
В 1-й студии Художественного театра:
- «Гибель „Надежды“» (1913, постановка Р. В. Болеславского по пьесе Г. Гейерманса)
- «Праздник мира» (1913, постановка Е. Б. Вахтангова по пьесе Г. Гауптмана) совм. с И. Я. Гремиславским
- «Калики перехожие» (1914, постановка Р. В. Болеславского по пьесе В. М. Волькенштейна) совм. с П. Г. Узуновым
- «Сверчок на печи» (1914, инсценировка и постановка Б. М. Сушкевича по рассказу Ч. Диккенса)
- «Потоп» (1915, постановка Е. Б. Вахтангова по пьесе Ю.-Х. Бергера) совм. с П. Г. Узуновым
- «Росмерсхольм» (1918, постановка Е. Б. Вахтангова по пьесе Г. Ибсена)
- «Герой» (1923, постановка А. Д. Дикого по пьесе Дж. Синга) совм. с А. А. Радаковым
- «Гамлет» (1924, постановка: В. С. Смышляев, В. Н. Татаринов, А. И. Чебан)
- «Петербург» (1925, постановка: С. Г. Бирман, В. Н. Татаринов, А. И. Чебан по роману А. Белого) совм. с Б. А. Матруниным[16]
- «Король квадратной республики» (1925, постановка Б. М. Сушкевича по пьесе Н. Н. Бромлей)
- «Хижина дяди Тома» (1929, постановка В. Н. Татаринова)

В других театрах:
- «Чайхана в горах» (1930, Стрельникова, совм. с И. М. Майзелем — в Московском театре оперетты)
- «Бойцы» Ромашова, 1934, совм. с Б. А. Матруниным — в Малом Театре)

## Актерские работы[18]
- «Гибель „Надежды“» (1913—1929; 1-й и 2-й стражник)
- «Двенадцатая ночь, или Как вам угодно» (1917—1929; Валентин, придворный герцога)
- «Эрик XIV» (1921—1928; Нильс Стурэ)
- «Укрощение строптивой» (1924—1927; лорд)
- «Король Лир» (1923—1924; 1-й джентльмен из свиты короля)
- «Блоха» (1925—1929; дворник, царский генерал)
- «Король квадратной республики» (1925, Ментор)
- «Петербург» (1925—1929; 2-й лакей)
- «В 1825 году» (1925—1929; полковник Булгаков)
- «Дело» (1927—1929; камердинер князя)
- «Смерть Иоанна Грозного» (1927—1929; Шереметев)
- «Взятие Бастилии» (1927—1928; нотариус)
- «Закат» (1828; сосед Криков)
- «Митькино царство» (1928—1929; королевский посол)
- «Человек, который смеется» (1929; Лорд Грэсдью, старшина Клуба Безобразных)